# Tofiq Kazimov
Pour les articles homonymes, voir Kazimov.
Tofiq Kazimov (en azéri: Tofiq Səməd Mənsur oğlu Kazımov; né le 14 janvier 1923 à Bakou et mort le 2 août 1980 à Bakou) est un metteur en scène, acteur et professeur azerbaïdjanais, artiste du peuple de la RSS d'Azerbaïdjan (1974), lauréat du Prix d'État de la RSS d'Azerbaïdjan du nom de M.F. Akhundov (1965).

## Biographie
Tofig Samad Mansur oglu Kazimov est né le 14 janvier 1923 à Bakou et est diplômé de l'école de théâtre après y avoir suivi une formation de sept ans (1939-1942). Il a participé à la Grande Guerre Patriotique. Blessé lors des combats, il revient en 1943 et travaille comme acteur au Théâtre du jeune spectateur. Il joue les rôles de Bulud et Amrah dans les drames de Malik Mammad d'Eyyub Abbasov et Ana d'Abdulla Shaig.
La création, le développement et la formation de l'école de théâtre lyrico-psychologique en Azerbaïdjan sont liés au nom de Tofig Kazimov. Il est le fils de'une figure théâtrale et poète Samad Mansur. Samad Mansur était l'un des dirigeants des troupes de théâtre d'un certain nombre de sociétés culturelles et éducatives de Bakou (par exemple Nicat, Safa). En 1964 Tofiq Kazimov est directeur en chef du Théâtre national académique dramatique azerbaïdjanais.

## Distinctions
- Médaille "Pour le courage" (URSS) 6 novembre 1947
- Artiste émérite de la RSS d'Azerbaïdjan 6 octobre 1961
- Prix d'État de la RSS d'Azerbaïdjan du nom de M. F. Akhundov - 1965 (pour la pièce « Antoine et Cléopâtre » de William Shakespeare)
- Artiste du peuple de la RSS d'Azerbaïdjan 1er juin 1974[4].

## Filmographie
Matin (film, 1960)
Le troisième appel (film, 2006)